# Реццонико, Карло (младший)
Карло Реццонико младший (итал. Carlo Rezzonico iuniore; 25 апреля 1724, Венеция, Венецианская республика — 26 января 1799, Рим, Папская область) — итальянский куриальный кардинал. Вице-канцлер Святой Римской Церкви с 22 ноября 1758 по 24 января 1763. Камерленго Святой Римской Церкви с 24 января 1763 по 26 января 1799. Камерленго Священной Коллегии кардиналов с 20 февраля 1764 по 4 февраля 1765. Вице-декан Священной Коллегии кардиналов с 29 января 1776 по 26 января 1799. Секретарь Верховной Священной Конгрегации Римской и Вселенской Инквизиции с 17 января 1777 по 26 января 1799. Архипресвитер патриаршей Латеранской базилики с 23 декабря 1780 по 1 января 1781. Кардинал in pectore c 11 сентября по 2 октября 1758. Кардинал-священник с 2 октября 1758, с титулом церкви Сан-Лоренцо-ин-Дамазо с 22 ноября 1758 по 24 января 1763. Кардинал-священник с титулом церкви Сан-Клементе с 24 января 1763 по 14 декабря 1772. Кардинал-священник с титулом церкви Сан-Марко с 14 декабря 1772 по 15 марта 1773, in commendam с 15 марта 1773 по 26 января 1799. Кардинал-епископ Сабины с 15 марта 1773 по 29 января 1776. Кардинал-епископ Порто и Санта-Руфина с 29 января 1776 по 26 января 1799.